# Beameromyia prairiensis
Beameromyia prairiensis là một loài ruồi trong họ Asilidae. Beameromyia prairiensis được Martin miêu tả năm 1957. Loài này phân bố ở vùng Tân Bắc giới.